# Поркка, Волмари

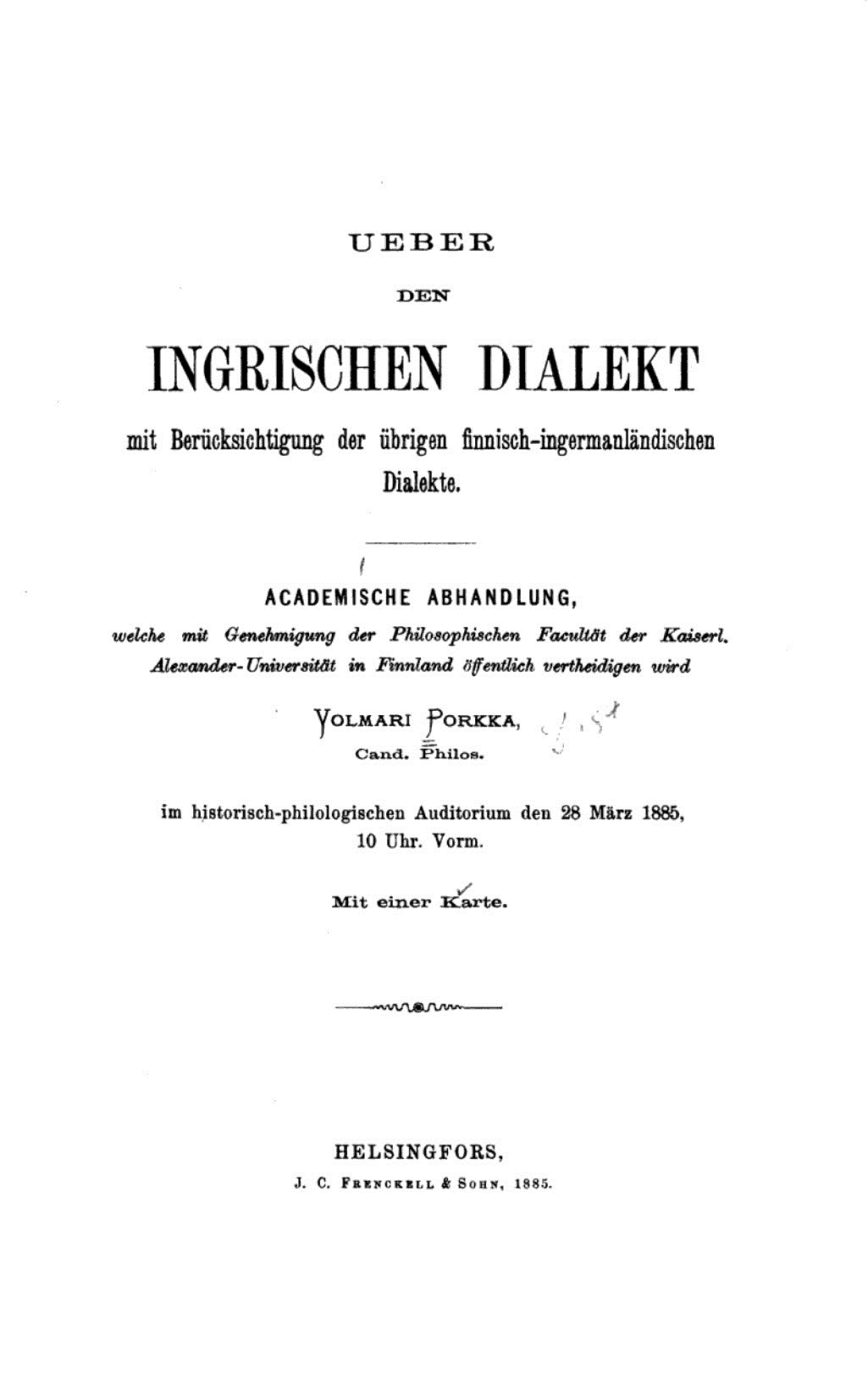
Титульный лист работы «Об ингерманландском диалекте»

Волмари (Франс Вольдемар) Поркка (фин. Volmari Porkka) (5 августа 1854, Вехкалахти — 25 декабря 1889, Гельсингфорс) — финский лингвист, фольклорист, один из ведущих исследователей финно-угорских языков своего времени.

## Биография
Вольмари Поркка родился в Великом княжестве Финляндском на острове Гогланд (фин. Suursaari), входившем в состав волости Вехкалахти в семье рыбака Эрика Поркка и домработницы Хелены Кииски. Его детство прошло в островной деревне Киискинкюля.
В 1864 году он поступил в начальную школу на материке в городе Ловийса.
В 1872 году окончил среднюю школу в городе Порвоо. В школьные годы в совершенстве выучил шведский язык. В дальнейшем овладел ещё шестью языками.
В 1872—1877 годах Волмари Поркка изучал философию в Императорском Александровском университете в Хельсинки. Для оплаты обучения он взял кредит в сберегательном банке города Ловийса под гарантии жителей острова, однако на втором году обучения деньги у Вольмари закончились, и ему даже казалось, что придется бросить учебу. К счастью, известный финский писатель шведского происхождения Сакариас Топелиус помог ему устроится на работу репетитором и Вольмари Поркка смог продолжить учёбу. Жители острова Гогланд гордились им как первым островитянином, поступившим в университет и сделавшим академическую карьеру. В студенческие годы Вольмари Поркка занимался общественным образованием в области Уусимаа (Южная Финляндия) и выступал за равенство финского и шведского языков.
В 1877 году он получил степень бакалавра философии.
С 1878 по 1882 год работал учителем в государственной школе в Гельсингфорс.
В 1880 году он стал одним из основателей финского литературного журнала Valvoja. Волмари Поркка написал для него ряд статей: «Зарисовки с острова Суурсаари» (1881) — о природе и образе жизни на острове Гогланд, «Ижорские плачи» (1883) — с материалами поездки в Западную Ингерманландию и «Финская морская терминология» (1885), где собраны образцы диалекта острова Гогланд XIX века и морской терминологии, используемой жителями острова.
В 1881—1883 годах, по заказу Финляндского литературного общества, совершил несколько поездок в Западную Ингерманландию, где записал множество причитаний, образцов народной поэзии и другого фольклорного материала.
С 1882 по 1885 год изучал лингвистику и фонетику в Лейпцигском университете, где в 1885 году получил степень доктора философии.
В 1885 году вышла одна из наиболее значимых работ Вольмари Поркка об ижорском языке. Хотя отдельные записи ижорского языка относятся еще к XVIII веку, систематические исследования его начались лишь в конце XIX века. Первой грамматикой ижорского языка следует считать работу Вольмари Поркка 1885 года «Об ингерманландском диалекте с учетом других финско-ингерманландских диалектов». В ней приводится информация об ижорской фонетике и формообразовании, а также прилагаются образцы речи. В этом труде рассматриваются различные диалекты ижорского языка, а также проводится их сопоставление с ингерманландскими диалектами финского языка. Причём следует заметить, что тогда в традиции финского языкознания ижорский язык считался одним из финских диалектов.
В 1885—1886 годах, по заказу и на стипендию Финно-угорского общества, он совершил поездку в Поволжье, в районы компактного расселения луговых марийцев для сбора фольклорного материала. Во время этой экспедиции заболел туберкулёзом.
В 1886 году Вольмари был избран преподавателем финского языка в Императорском Александровском университете в Хельсинки. Однако ему вскоре пришлось оставить преподавательскую деятельность и уехать в Германию на лечение. Двухлетнее пребывание в немецком климате значительно улучшило его состояние.
После его возвращения, в 1889 году Гельсингфорс поразила эпидемия гриппа. Здоровье учёного ослабленное туберкулёзом не выдержало болезни, он умер в возрасте 35 лет. Волмари Поркка был похоронен в земле своего родного острова, а место его захоронения стало местом паломничества финских лингвистов.

## Фото

Волмари Поркка
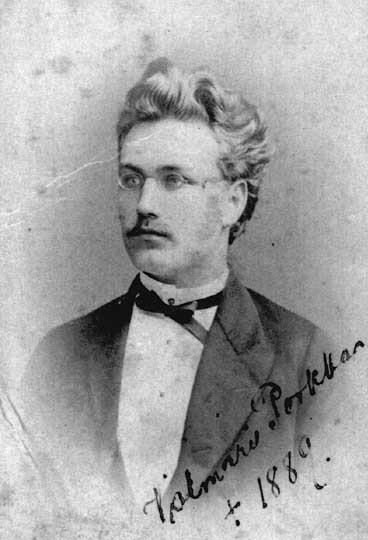
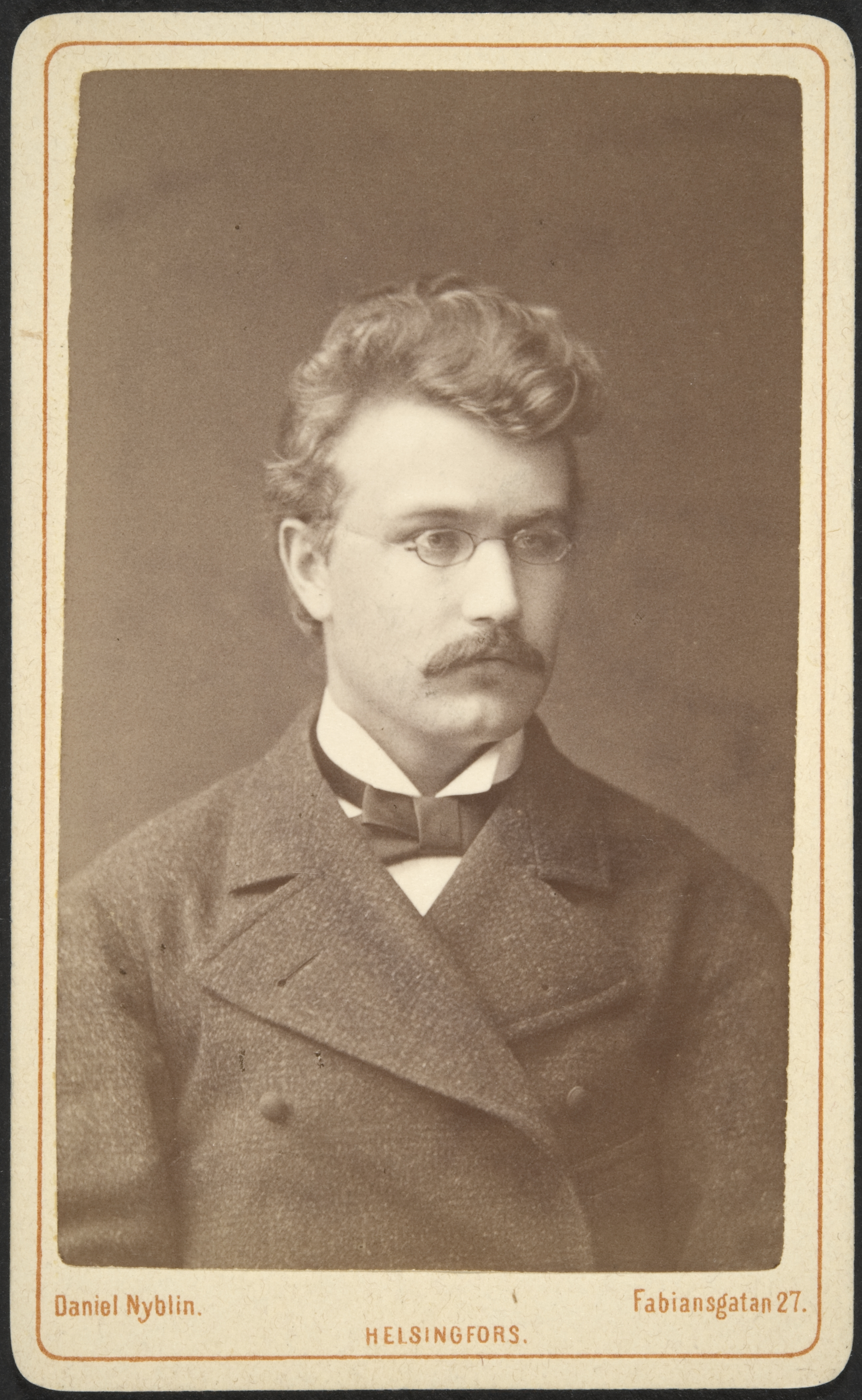
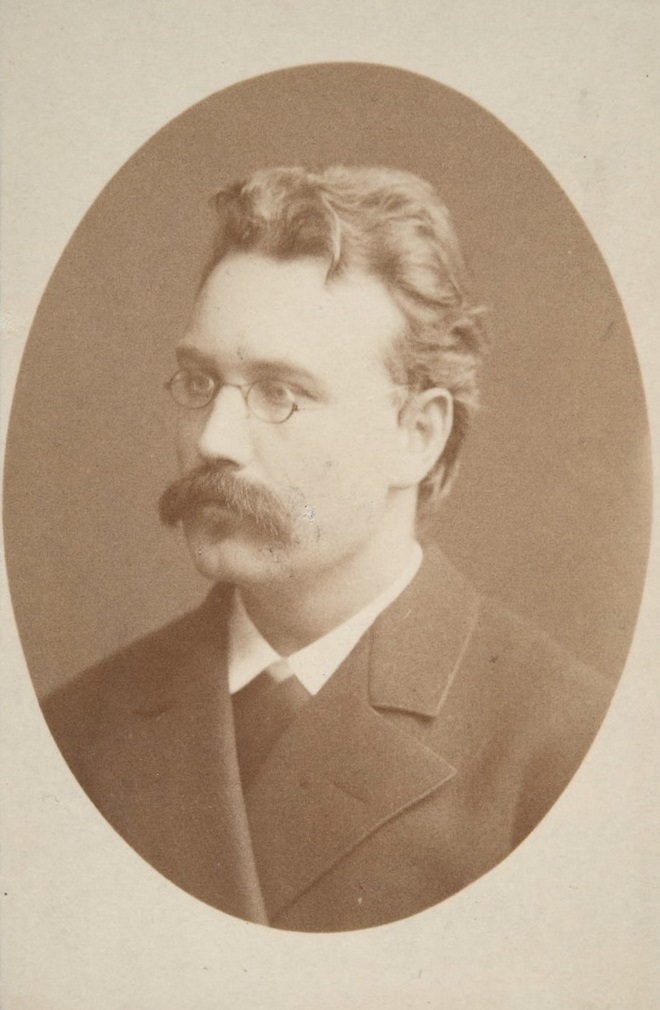

## Публикации
- Kuvaelmia Suursaarelta (1881)
- Inkerin itkuvirsiä (1883)
- Suomenkielisiä merisanoja (1885)
- Über den ingrischen Dialekt mit Berücksichtigung der übrigen finnisch-ingermanländischen Dialekte. Helsingfors: J. C. Frenckell & Sohn. (1885)
- Tscheremissische Texte mit Übersetzung (1895)